# Резиденція Річчі
Резиденція Річчі (англ. Ricci Hall, кит. трад. 利瑪竇宿舍, піньїнь: Lì mǎ dòu sùshè) — студентський гуртожиток заснований в 1929 році Товариством Ісуса в пам'ять про єзуїтського місіонера Маттео Річчі; єдиний католицький гуртожиток Гонконзького університету.

## Історія

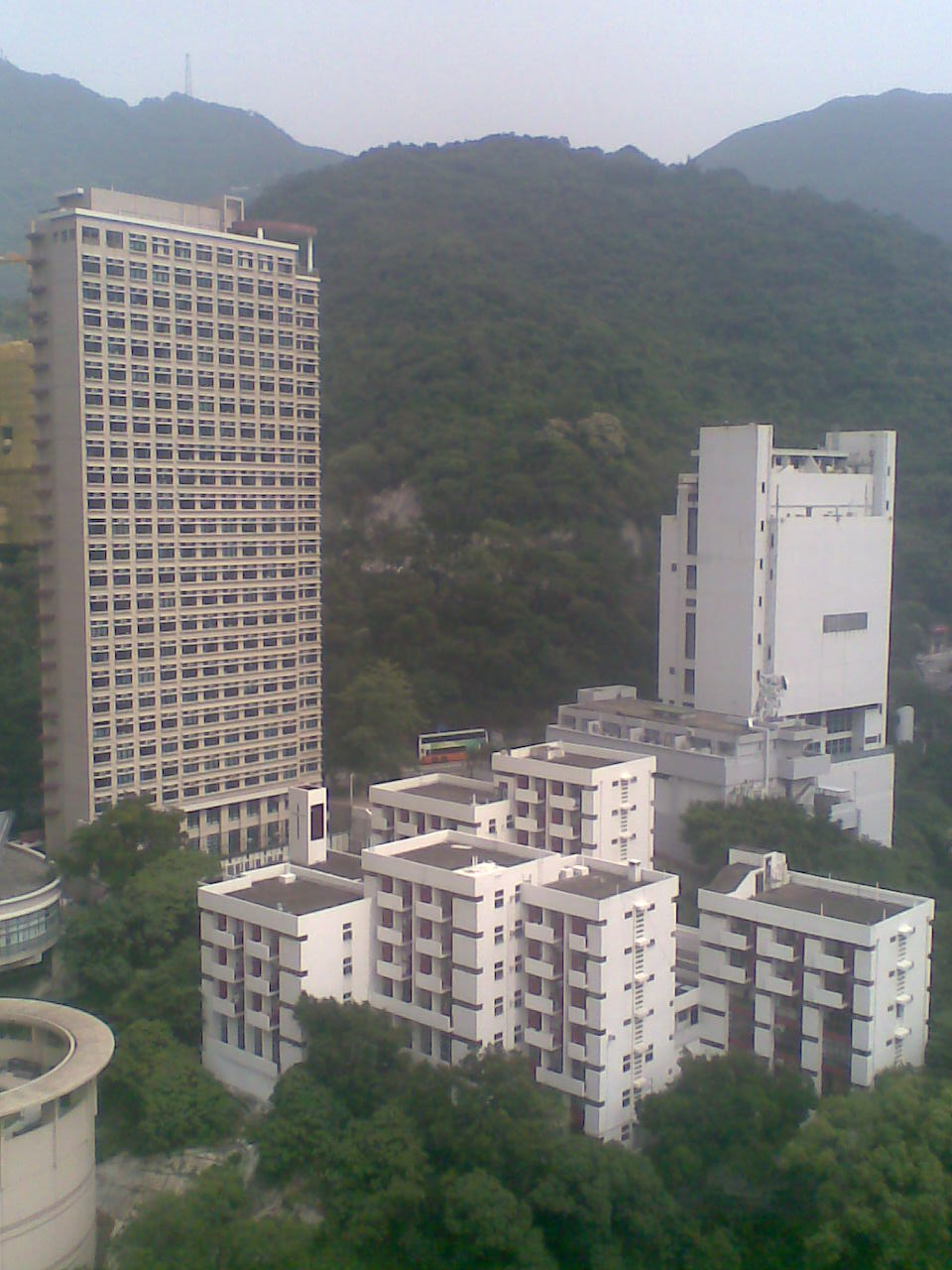
Резиденція Річчі (малоповерхові будинки)

Резиденція Річчі розташована по вулиці Покфулам Роад. Це один із найстаріших студентських гуртожитків Гонконзького університету. Він призначений для проживання чоловіків. Поруч розташований жіночий гуртожиток — Резиденція Леді Хо Тунг.
Резиденція Річчі була офіційно відкрита 16 грудня 1929 року. Її заснували єзуїтські отці для студентів Гонконзького університету. Початково резиденція мала вигляд будинку у старому стилі із безперешкодним видом на гавань. Призначалася для проживання студентів-католиків, випускників католицьких шкіл Гонконгу.
На початку 1960 року було вирішено розширити гуртожиток. 8 грудня 1967 року було відкрито перебудовану  резиденцію.

## Особливості будови
Гуртожиток складається із п'яти окремих блоків з'єднаних між собою, що сприяє спілкуванню мешканців. Резиденція має 120 одномісних кімнат із індивідуальними балконами та 16 коридорів. На території гуртожитку розміщений тенісний корт, автостоянка, їдальня, дві бібліотеки, більярдна кімната, каплиця, пральня та 16 коморок у кінці кожного коридору.

## Герб
Герб Резиденції Річчі походить від герба святого Ігнатія Лойоли, засновника Товариства Ісуса. Щит на гербі поділений косою стрічкою: вовки обабіч казана у правому верхньому куті щита представлють рід Лойоли і символізують щедрість та гостинність. Шолом над щитом символізує мужність, ввічливість, честь і дух жертовності. Латинське речення на поясі під щитом — девіз Річчі, що належить перу Томи Аквінського: «Наскільки ти здібний, настільки будь сміливим» (Quantum potes, tantum aude).

## Студентська асоціація
Усі мешканці стають членами  Асоціації студентів Резиденції Річчі, що була утворена в 1930 році.

## Життя спільноти

### Каплиця Трону Богоматері
Щоденні меси о 7:30 (кантонською), недільні меси о 9:30 та 12:30 (кантонською) і об 11:00 (англійською). Також проводяться меси по Перших п'ятницях о 18:00 (кантонською).

### Вечір панянок
Вечір панянок проводиться наприкінці вересня. Мешканці запрошують до резиденції панянок на вечерю. Після вечері  для відвідувачок проводиться екскурсія по резиденції.

### Битва за гонг
«Битва за гонг» проходить між Резиденцією Річчі та єдиним жіночим гуртожитком — сусідньою Резиденцією Леді Хо Тунг. У першій половині 20 ст. у Резиденції Леді Хо Тунг лунав гонг аби нагадати мешканкам поточний час. У 1950-х роках мешканці Резиденції Річчі зіграли жарт над панянками, викравши їхній гонг. Після цього інциденту, дві резиденції почали проводити щорічну битву за гонг, під час якої мешканці Резиденції Річчі гуртуються щоб викрасти гонг, а мешканки Резиденції Леді Хо Тунг обороняються водяними бомбами. Ця соціальна активність проводиться у вересні, а після битви студенти з обох помешкань збираються разом та спілкуються.

### Вечеря за високим столом
Будучи традицією коледжів Оксбриджу, «вечеря за високим столом» — одна з важливих освітніх функцій у резиденції. Вона надає мешканцям формальну платформу для спілкування із випускниками та натхнення ними. Чаювання з почесними гостями дозволяє пряму комунікацію між поколіннями.

### Щорічний бал
Щорічний бал — один з найважливіших соціальних заходів Резиденції Річчі. До балу готуються цілий рік, а фінансування перевищує 200 тисяч гонконгських доларів. Щорічний бал символізує передачу знань від старих випускників до поточних студентів.

### День чемпіонів
День чемпіонів — це особливий день для того, щоб мешканці могли поділитися своїми досягненнями за рік у галузях спорту, культури та служіння іншим. Для вручення відзнак запрошують гостей.

### Гонка човнів-драконів
Мешканці беруть участь гонці під час свята човнів-драконів. Після іспитів, студенти можуть відпочити, приєднавшись до перегонів на човнах, що є однією з найдавніших традицій Резиденції Річчі.